# Kontakt- und Begleitperson
Kontakt- und Begleitperson(en) werden in der Strafverfolgung Personen benannt, die unwissentlich in den Umkreis eines Terrorverdächtigen bzw. Straftäter geraten. Diese Personen dürfen nicht nur flüchtig oder in zufälligem Kontakt mit dem Verdächtigem geraten. Sie müssen mit dem Verdächtigen in Verbindung stehen und von der Vorbereitung einer Straftat Kenntnis haben. Der Straftäter kann durch die Kontakt- und Begleitpersonen Vorteile für eine Straftat ziehen und könnte sich somit ihren Kontakt bedienen.
Es besteht die Gefahr, dass auch nicht straffällig gewordene Personen unwissentlich in erkennungsdienstlichen Ermittlungen durch die Strafverfolgungsbehörden geraten. Ihre Daten können in Dateien wie zum Beispiel der Anti-Terror-Datei und/oder im Nachrichtendienstlichen Informationssystem unwissentlich erfasst werden. Es könne Grunddaten erfasst werden wie: 
- Namen, Falschnamen, alle Anschriften, Geschlecht, Geburtsdatum, -ort, -staat,

als auch zusätzlich Daten wie:
- aktuelle und frühere Staatsangehörigkeiten, Merkmale, Sprachen, Lichtbilder, Fallgruppen und Pässe Herkunft, alle Kommunikationsmöglichkeiten und -anschlüsse, Konten, Reisebewegungen, Arbeitsstelle, Bildung, Familienstand, Religionszugehörigkeit, Schließfächer, Fahrzeuge, Einschätzungen und Bewertungen der jeweiligen Behörde bis hin zu arglosen Kontakt- und Begleitpersonen und Mitgliedschaften in Vereinigungen, Gruppierungen, Stiftungen oder Unternehmen.